# متن (دهانه)
متن یک دهانه برخوردی در ماه‌ است.

## دهانه‌های اقماری
این دهانه ۸ دهانه اقماری دارد.
| Meton | عرض جغرافیایی | طول جغرافیایی | قطر          |
| ----- | ------------- | ------------- | ------------ |
| A     | ۷۳.۳° N       | ۳۱.۳° E       | ۱۴.۰ کیلومتر |
| C     | ۷۰.۶° N       | ۱۹.۰° E       | ۷۷.۰ کیلومتر |
| B     | ۷۱.۲° N       | ۱۸.۰° E       | ۶.۰ کیلومتر  |
| E     | ۷۵.۳° N       | ۱۵.۳° E       | ۴۲.۰ کیلومتر |
| D     | ۷۲.۲° N       | ۲۴.۷° E       | ۷۸.۰ کیلومتر |
| G     | ۷۲.۹° N       | ۲۸.۴° E       | ۱۰.۰ کیلومتر |
| F     | ۷۲.۰° N       | ۱۴.۲° E       | ۵۱.۰ کیلومتر |
| W     | ۶۷.۴° N       | ۱۷.۳° E       | ۷.۰ کیلومتر  |